# 4559 Strauss
A 4559 Strauss (ideiglenes jelöléssel 1989 AP6) a Naprendszer kisbolygóövében található aszteroida. Freimut Börngen fedezte fel 1989. január 11-én.